# Saperda viridipennis
Saperda viridipennis là một loài bọ cánh cứng trong họ Cerambycidae.